# Renaud Herbin
Renaud Herbin, né le 28 décembre 1974 à Bourg-la-Reine, est un marionnettiste et metteur en scène français.
Après être sorti diplômé de l'École nationale supérieure des arts de la marionnette de Charleville-Mézières en 1999, il cofonde la compagnie LàOù - marionnette contemporaine. Il dirige le TJP Centre dramatique national de Strasbourg de 2012 à 2022 puis fonde sa compagnie L'Étendue.

## Biographie
Renaud Herbin est né le 28 décembre 1974 à Bourg-la-Reine.
Il est diplômé de la 4e promotion de l'École nationale supérieure des arts de la marionnette de Charleville-Mézières (1996-1999) en compagnie d'Alessandra Amicarelli, Étienne Bideau-Rey, Cyril Bourgois, Élodie Brochier, Jonathan Capdevielle, Laure de Broissia, Paulo Duarte, David Girondin-Moab, Gabriel Hermand-Priquet, Julika Mayer, Mélanie Mazoyer, Alexandra Melis, Gisèle Vienne et Yseult Welschinger. En 1999, il cofonde avec Julika Mayer la compagnie LàOù - marionnette contemporaine basée à Lyon puis à Rennes.
En 2011, il est nommé directeur du TJP Centre dramatique national de Strasbourg par le ministre de la Culture Frédéric Mitterand. Il prend ses fonctions le 1er janvier 2012 en succédant à Grégoire Callies. Il y réalise trois mandats et quitte ses fonctions le 31 décembre 2022, remplacé par la danseuse et chorégraphe Kaori Ito.

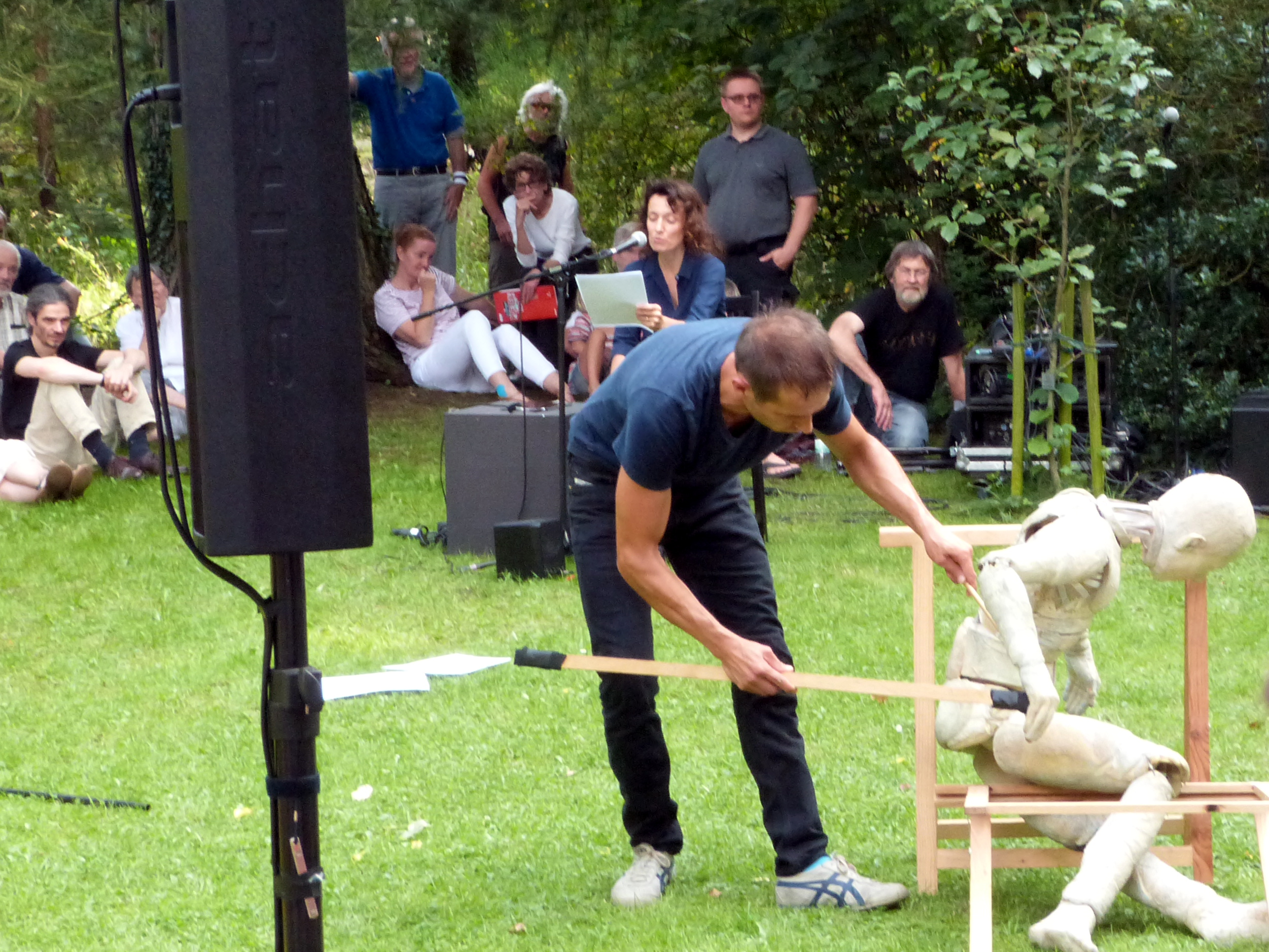
Renaud Herbin dans La Vie des formes à Erlangen en 2017.

En 2016, il est invité par le Festival d'Avignon et la SACD à s'associer à l'écrivaine Célia Houdart pour créer une performance dans le cadre des Sujets à vif dans le jardin de la Vierge du lycée Saint-Joseph. Ils créent La Vie des formes, pièce dans laquelle Renaud Herbin manipule une marionnette à taille humaine tandis que Célia Houdart lit un texte qu'elle a écrit et évoquant l’art, l’histoire, la nature et sa propre mémoire personnelle,.
En 2017, il est choisi, en compagnie d'Agnès Limbos, comme artiste « Fil rouge » du Festival mondial des théâtres de marionnettes de Charleville-Mézières, y présentant quatre de ses créations : Milieu, Open the owl, La Vie des formes et Wax.
De 2020 à 2023, il expose son travail artistique au sein du Musée des arts de la marionnette de Lyon.

## Théâtre
- 1999 : Un rêve, Renaud Herbin, LàOù - Marionnette contemporaine
- 2000 : Petit chaos, Renaud Herbin et Julika Mayer, LàOù - Marionnette contemporaine
- 2002 : (Détails) Les grands poissons mangent les petits, Renaud Herbin et Julika Mayer, LàOù - Marionnette contemporaine
- 2004 : Vrai! Je suis très nerveux, Renaud Herbin, LàOù - Marionnette contemporaine
- 2006 : Mitoyen, Renaud Herbin, LàOù - Marionnette contemporaine
- 2008 : Petites âmes, Paulo Duarte et Renaud Herbin, LàOù - Marionnette contemporaine
- 2008 : Lopin, Renaud Herbin
- 2011 : Pygmalion miniature, Renaud Herbin, LàOù - Marionnette contemporaine
- 2013 : Actéon, mise en scène Renaud Herbin, TJP Centre dramatique national de Strasbourg, coproduction La Filature Scène nationale de Mulhouse
- 2014 : Profils, Renaud Herbin et Christophe Le Blay, TJP Centre dramatique national de Strasbourg, coproduction Théâtre de Sartrouville et des Yvelines et Le Fracas Centre dramatique national de Montluçon
- 2016 : Wax, Renaud Herbin, TJP Centre dramatique national de Strasbourg, coproduction MA scène nationale Pays de Montbéliard
- 2016 : La Vie des formes, Renaud Herbin et Célia Houdart, TJP Centre dramatique national de Strasbourg, coproduction SACD Festival d'Avignon dans le cadre des Sujets à vif
- 2017 : Iceberg, Grégory Dargent et Renaud Herbin, TJP Centre dramatique national de Strasbourg
- 2018 : At the still point of the turning world, Renaud Herbin, TJP Centre dramatique national de Strasbourg, coproduction Théâtre de Sartrouville et des Yvelines, Théâtre de marionnettes de Ljubljana, Maison de la culture d'Amiens
- 2018 : Open the owl, Renaud Herbin, Théâtre de marionnettes de Ljubljana, coproduction TJP Centre dramatique national de Strasbourg
- 2019 : L'Écho des creux, Renaud Herbin, TJP Centre dramatique national de Strasbourg, coproduction MA scène nationale Pays de Montbéliard, Teatro Municipal Rivoli de Porto
- 2019 : Milieu & Alentour, Renaud Herbin, TJP Centre dramatique national de Strasbourg, coproduction Festival mondial des théâtres de marionnettes de Charleville-Mézières
- 2021 : Quelque chose s'attendrit, conception Renaud Herbin, TJP Centre dramatique national de Strasbourg, coproduction Maison des métallos
- 2021 : Les Flottants, conception Renaud Herbin, TJP Centre dramatique national de Strasbourg
- 2022 : Par les bords, conception Renaud Herbin, TJP Centre dramatique national de Strasbourg
- 2022 : À qui mieux mieux, conception Renaud Herbin, TJP Centre dramatique national de Strasbourg, coproduction Le Mouffetard - Théâtre des arts de la marionnette

## Exposition
- 2020-2023 : Dans l'univers de Renaud Herbin au Musée des arts de la marionnette de Lyon, scénographie de Mathias Baudry

## Pour approfondir
- Élise Descamps, « Rencontre avec Renaud Herbin, marionnettiste », La Croix, 29 décembre 2011.
- Frédérique Roussel, « Marionnette, la matière qui mue », Libération, 18 mars 2016.
- Frédérique Roussel, « Festival d'Avignon - «Sujets à vif A», deux duos et un biniou », Libération, 13 juillet 2016.
- Cristina Marino, « Renaud Herbin (Les Giboulées) : « Les artistes nous incitent à sortir de la nuit dans laquelle notre monde a basculé » », Le Monde, 9 mars 2022.